# Renata Poljak
Renata Poljak (Split, República Federal Socialista de Iugoslàvia, 1974) és una de les artistes croates contemporànies més apreciades internacionalment. Va créixer a Split on es va graduar a l'Escola de Belles Arts i va completar la seva formació acadèmica amb estudis de postgrau a l'Ecóle Régionale des Beaux-Arts de Nantes, a França. Ha conreat la videoinstal·lació, el vídeo, el dibuix i la fotografia, entre d'altres. La seva obra barreja elements autobiogràfics amb temes més amplis de la història croata i europea, amb referències habituals a les conseqüències actuals de la violència viscuda a la regió dels Balcans a principis dels anys noranta.